# Escobecques
Escobecques (prononcé [ekɔbɛk] ; en néerlandais : Schobeke ou Schobeek) est une commune française située dans le département du Nord (59), en région Hauts-de-France. Elle fait partie de la Métropole européenne de Lille.

## Géographie

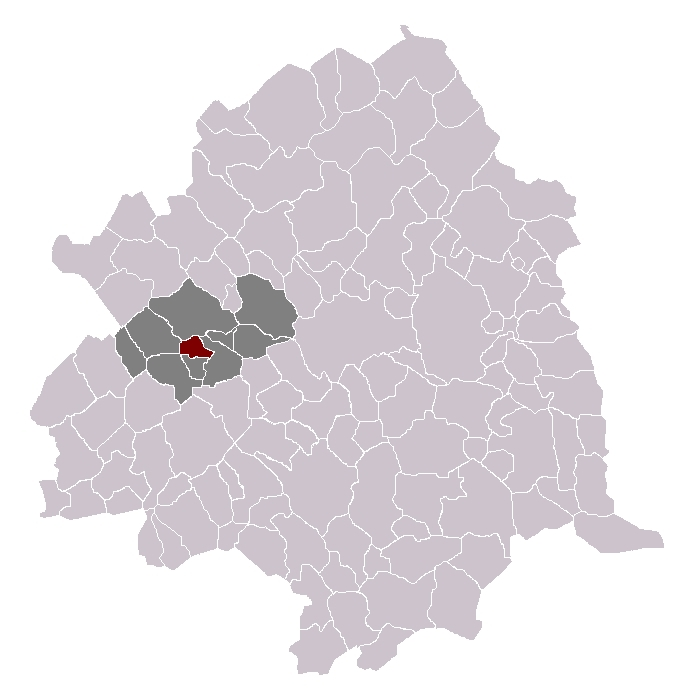
Escobecques dans son canton et son arrondissement.

### Communes limitrophes
|                     | Ennetières-en-Weppes | Englos                   |
| Radinghem-en-Weppes | Escobecques          | Hallennes-lez-Haubourdin |
| Beaucamps-Ligny     | Erquinghem-le-Sec    |                          |

### Hydrographie

#### Réseau hydrographique
La commune est située dans le bassin Artois-Picardie. Elle est drainée par la Becque,.

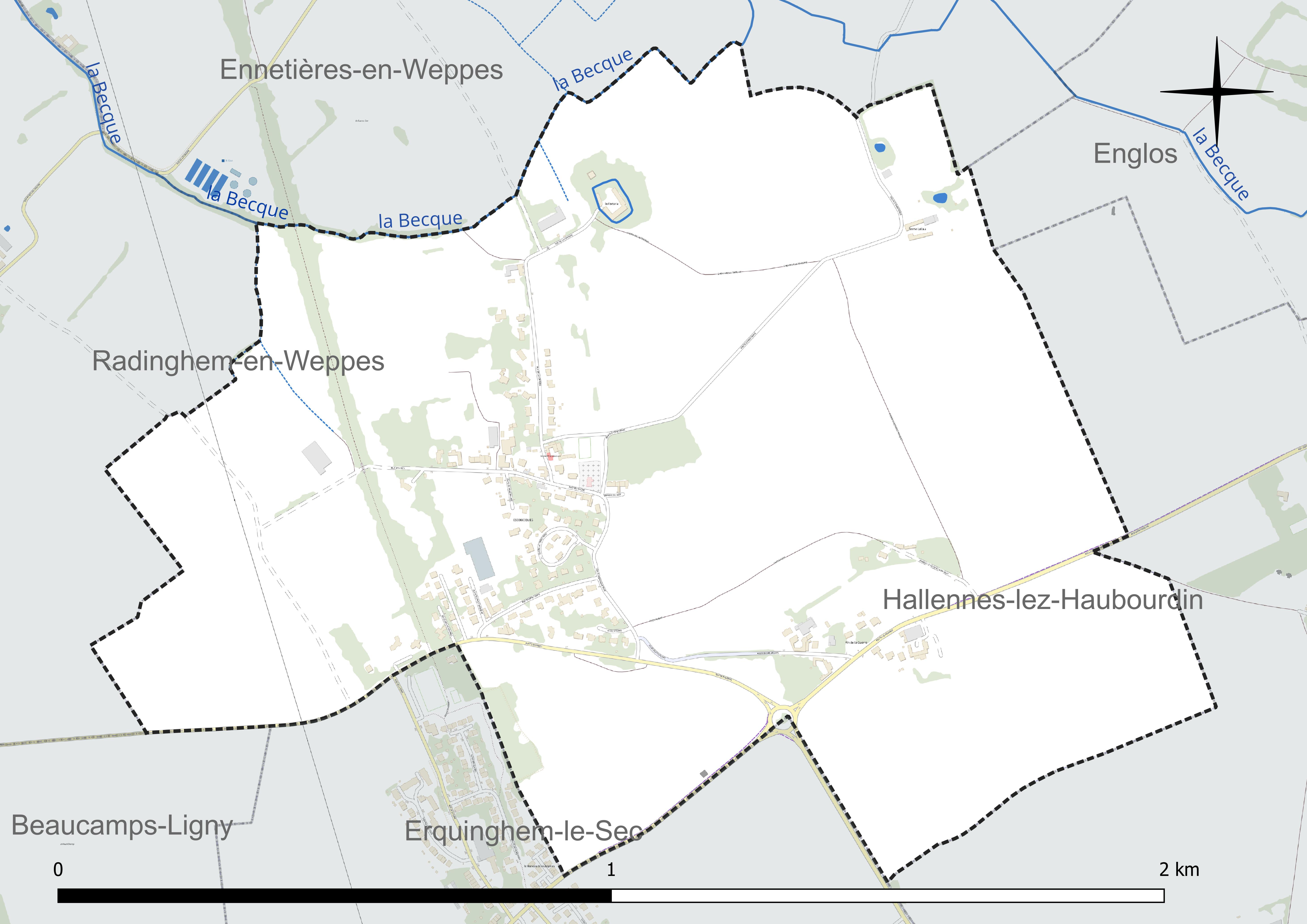
Réseau hydrographique d'Escobecques.

#### Gestion et qualité des eaux
Le territoire communal est couvert par le schéma d'aménagement et de gestion des eaux (SAGE) « Lys ». Ce document de planification concerne un territoire de 1 835 km2 de superficie, délimité par le bassin versant de la Lys. Le périmètre a été arrêté le 29 mai 1995 et le SAGE proprement dit a été approuvé le 6 août 2010, puis révisé le 20 septembre 2019. La structure porteuse de l'élaboration et de la mise en œuvre est le syndicat mixte pour l'élaboration du SAGE de la Lys (SYMSAGEL). 
La qualité des cours d'eau peut être consultée sur un site spécial géré par les agences de l'eau et l'Agence française pour la biodiversité. 

### Climat
Pour des articles plus généraux, voir Climat des Hauts-de-France et Climat du Nord.
En 2010, le climat de la commune est de type climat océanique dégradé des plaines du Centre et du Nord, selon une étude du CNRS s'appuyant sur une série de données couvrant la période 1971-2000. En 2020, Météo-France publie une typologie des climats de la France métropolitaine dans laquelle la commune est exposée à un climat océanique et est dans la région climatique  Nord-est du bassin Parisien, caractérisée par un ensoleillement médiocre, une pluviométrie moyenne régulièrement répartie au cours de l'année et un hiver froid (3 °C). 
Pour la période 1971-2000, la température annuelle moyenne est de 10,5 °C, avec une amplitude thermique annuelle de 14,1 °C. Le cumul annuel moyen de précipitations est de 675 mm, avec 11,6 jours de précipitations en janvier et 9,2 jours en juillet. Pour la période 1991-2020, la température moyenne annuelle observée sur la station météorologique la plus proche, située sur la commune de Lesquin à 13 km à vol d'oiseau, est de 11,3 °C et le cumul annuel moyen de précipitations est de 740,0 mm,. Pour l'avenir, les paramètres climatiques de la commune estimés pour 2050 selon différents scénarios d'émission de gaz à effet de serre sont consultables sur un site spécial publié par Météo-France en novembre 2022.

## Urbanisme

### Typologie
Au 1er janvier 2024, Escobecques est catégorisée bourg rural, selon la nouvelle grille communale de densité à sept niveaux définie par l'Insee en 2022.
Elle est située hors unité urbaine. Par ailleurs la commune fait partie de l'aire d'attraction de Lille (partie française), dont elle est une commune de la couronne,. Cette aire, qui regroupe 201 communes, est catégorisée dans les aires de 700 000 habitants ou plus (hors Paris),.

### Occupation des sols
L'occupation des sols de la commune, telle qu'elle ressort de la base de données européenne d'occupation biophysique des sols Corine Land Cover (CLC), est marquée par l'importance des territoires agricoles (88,8 % en 2018), en diminution par rapport à 1990 (90,3 %). La répartition détaillée en 2018 est la suivante : 
terres arables (88,8 %), zones urbanisées (11,2 %). L'évolution de l'occupation des sols de la commune et de ses infrastructures peut être observée sur les différentes représentations cartographiques du territoire : la carte de Cassini (XVIIIe siècle), la carte d'état-major (1820-1866) et les cartes ou photos aériennes de l'IGN pour la période actuelle (1950 à aujourd'hui).

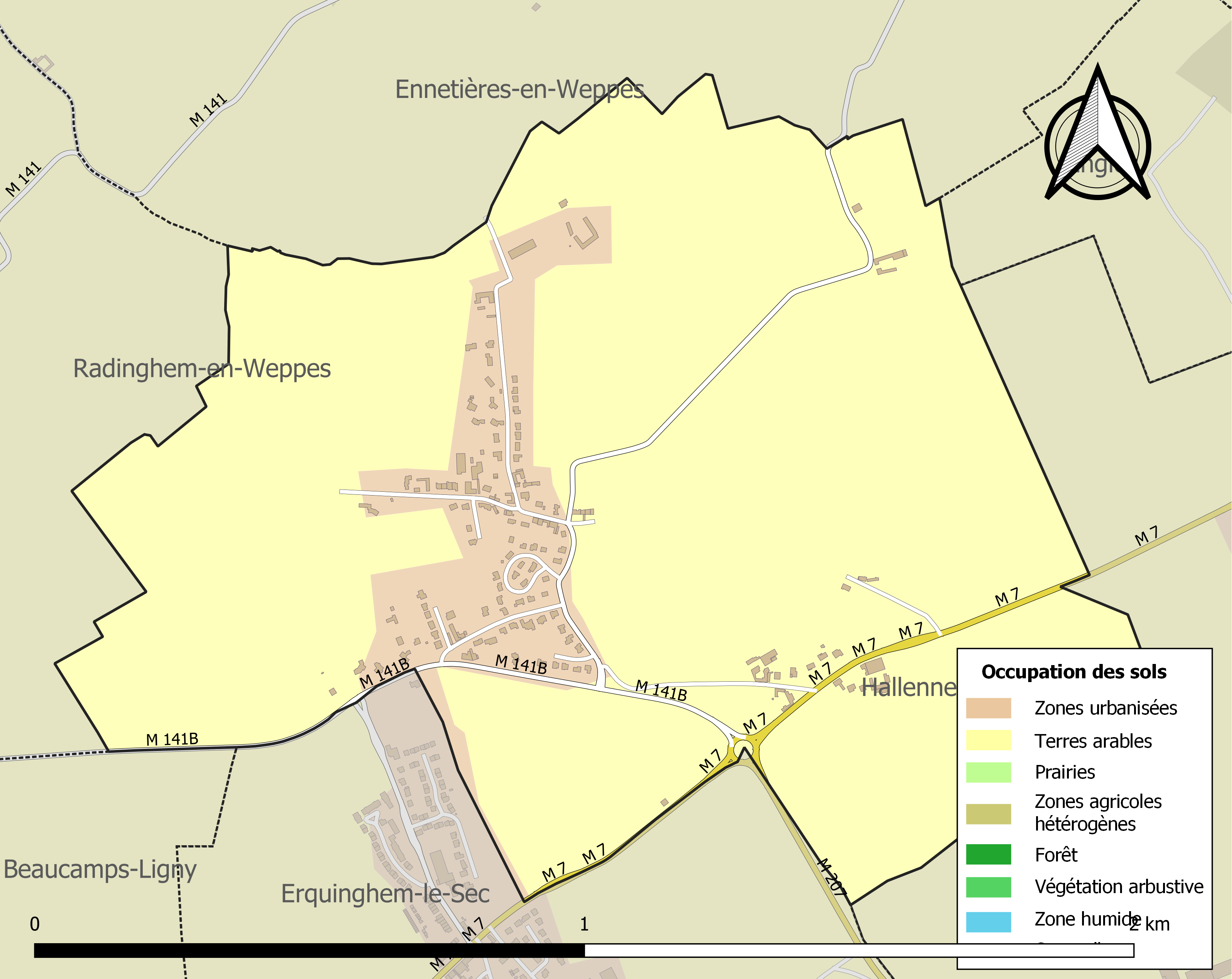
Carte des infrastructures et de l'occupation des sols de la commune en 2018 (CLC).

### Voies de communication et transports
La commune est desservie, en 2023, par les lignes 64, 934 et par les lignes de transport à la demande 22R, 25R et 64R du réseau Ilévia.

## Toponymie
Skaubeke (1214), Scaubecha (1218), Scaubeca (1224).
D'après Maurits Gysseling, le nom d'Escobecques serait formé des noms germaniques skaldu ("iris") et baki ("ruisseau"). 

## Histoire
Avant la Révolution française, Escobecques est le siège d'une seigneurie.
Henri de Broide est écuyer, seigneur de Gondecourt, Beauffremez, Hellemmes, Escobecques. Son père Pierre de Broide, écuyer, seigneur de Wallutle, né à Douai, est devenu docteur en droits, conseiller pensionnaire (conseiller juridique) de Douai, puis de Lille, a acheté la bourgeoisie de Lille le 15 avril 1641 et meurt à Lille avant 1673. Sa mère est Marie le Carlier, épousée par contrat passé à Douai le 24 septembre 1616. Henri devient bourgeois de Lille par achat le 20 octobre 1653, passe conseiller pensionnaire de Lille, député ordinaire des États de Lille. En avril 1670, des lettres données à Saint-Germain-en Laye le font chevalier. Il meurt avant 1733. Il épouse à Lille le 2 juillet 1657 Marie Jeanne Fauconnier (1638-1707, fille de Guillaume, seigneur de Noyelles et de Catherine de Conninck. Marie Jeanne est baptisée à Lille le 28 octobre 1638, meurt le 9 septembre 1707, est inhumée dans l'église de Gondecourt.
Marguerite de Broide (1666-1743), fille d'Henri de Broide, dame d'Escobecques, est baptisée à Lille le 22 février 1666 et meurt à Lille le 12 décembre 1743. Elle se marie à Lille le 26 septembre 1703 avec Nicolas Ferdinand Imbert (1665-1724), écuyer, seigneur d'Englemaretz, fils de François et d'Anne Le Prévost de Basserode. Il est baptisé à Lille le 9 décembre 1665, devient conseiller du roi au Parlement de Tournai le 18 février 1702, meurt à Lille le 12 septembre 1724, sans postérité.
Louis Joseph de Broide(1684-1775), fils d'Henri et frère de Marguerite de Broide, chevalier, seigneur d'Escobecques, Wambrechies, Pérenchies, est baptisé à Lille le 16 janvier 1684, meurt à Lille le 21 août 1775, à l'âge de 91 ans, célibataire.
À La fin du XVIIIe siècle, à la veille de la Révolution française, Louis-Auguste-François-Denis Lenglée est seigneur d'Oxelaëre et Escobecque. Il a pour épouse Adélaïde-Marie-Thérèse Cornil.

## Héraldique
| Armes de Escobecques (Nord) | Les armes de Escobecques se blasonnent ainsi :"De sinople à trois trèfles d'or". |

## Politique et administration
Maire de 1802 à 1807 : J. B. Lemahieu,.
Maire en 1808 : Delesalle.

Maire en 1881 : Ernest Deleforterie.
| Période                                  | Période   | Identité        | Étiquette | Qualité |
| ---------------------------------------- | --------- | --------------- | --------- | ------- |
| juin 1995                                | mars 2001 | Pierre Masselot | SE        |         |
| mars 2001                                | en cours  | Alain Cambien   | SE        |         |
| Les données manquantes sont à compléter. |           |                 |           |         |

## Population et société

### Démographie

#### Évolution démographique
L'évolution du nombre d'habitants est connue à travers les recensements de la population effectués dans la commune depuis 1793. Pour les communes de moins de 10 000 habitants, une enquête de recensement portant sur toute la population est réalisée tous les cinq ans, les populations de référence des années intermédiaires étant quant à elles estimées par interpolation ou extrapolation. Pour la commune, le premier recensement exhaustif entrant dans le cadre du nouveau dispositif a été réalisé en 2007.

En 2022, la commune comptait 303 habitants, en évolution de +1,34 % par rapport à 2016 (Nord : +0,51 %, France hors Mayotte : +2,11 %).
| 1793 | 1800 | 1806 | 1821 | 1831 | 1836 | 1841 | 1846 | 1851 |
| ---- | ---- | ---- | ---- | ---- | ---- | ---- | ---- | ---- |
| 238  | 253  | 279  | 272  | 285  | 277  | 280  | 261  | 253  |

| 1856 | 1861 | 1866 | 1872 | 1876 | 1881 | 1886 | 1891 | 1896 |
| ---- | ---- | ---- | ---- | ---- | ---- | ---- | ---- | ---- |
| 252  | 272  | 279  | 255  | 258  | 351  | 269  | 272  | 282  |

| 1901 | 1906 | 1911 | 1921 | 1926 | 1931 | 1936 | 1946 | 1954 |
| ---- | ---- | ---- | ---- | ---- | ---- | ---- | ---- | ---- |
| 269  | 262  | 271  | 105  | 127  | 115  | 131  | 122  | 115  |

| 1962 | 1968 | 1975 | 1982 | 1990 | 1999 | 2006 | 2007 | 2012 |
| ---- | ---- | ---- | ---- | ---- | ---- | ---- | ---- | ---- |
| 105  | 144  | 189  | 263  | 315  | 312  | 308  | 307  | 301  |

| 2017 | 2022 | - | - | - | - | - | - | - |
| ---- | ---- | - | - | - | - | - | - | - |
| 299  | 303  | - | - | - | - | - | - | - |

#### Pyramide des âges
La population de la commune est relativement âgée.
En 2018, le taux de personnes d'un âge inférieur à 30 ans s'élève à 27,8 %, soit en dessous de la moyenne départementale (39,5 %). À l'inverse, le taux de personnes d'âge supérieur à 60 ans est de 34,5 % la même année, alors qu'il est de 22,5 % au niveau départemental.
En 2018, la commune comptait 138 hommes pour 159 femmes, soit un taux de 53,54 % de femmes, légèrement supérieur au taux départemental (51,77 %).
Les pyramides des âges de la commune et du département s'établissent comme suit.
| Hommes | Classe d’âge | Femmes |
| ------ | ------------ | ------ |
| 0,0    | 90 ou +      | 0,6    |
| 16,7   | 75-89 ans    | 11,4   |
| 21,1   | 60-74 ans    | 19,6   |
| 23,0   | 45-59 ans    | 18,8   |
| 16,4   | 30-44 ans    | 17,4   |
| 10,0   | 15-29 ans    | 13,0   |
| 12,8   | 0-14 ans     | 19,1   |

| Hommes | Classe d’âge | Femmes |
| ------ | ------------ | ------ |
| 0,5    | 90 ou +      | 1,4    |
| 5,3    | 75-89 ans    | 8,1    |
| 14,8   | 60-74 ans    | 16,2   |
| 19,1   | 45-59 ans    | 18,4   |
| 19,5   | 30-44 ans    | 18,7   |
| 20,7   | 15-29 ans    | 19,1   |
| 20,2   | 0-14 ans     | 18     |

## Lieux et monuments

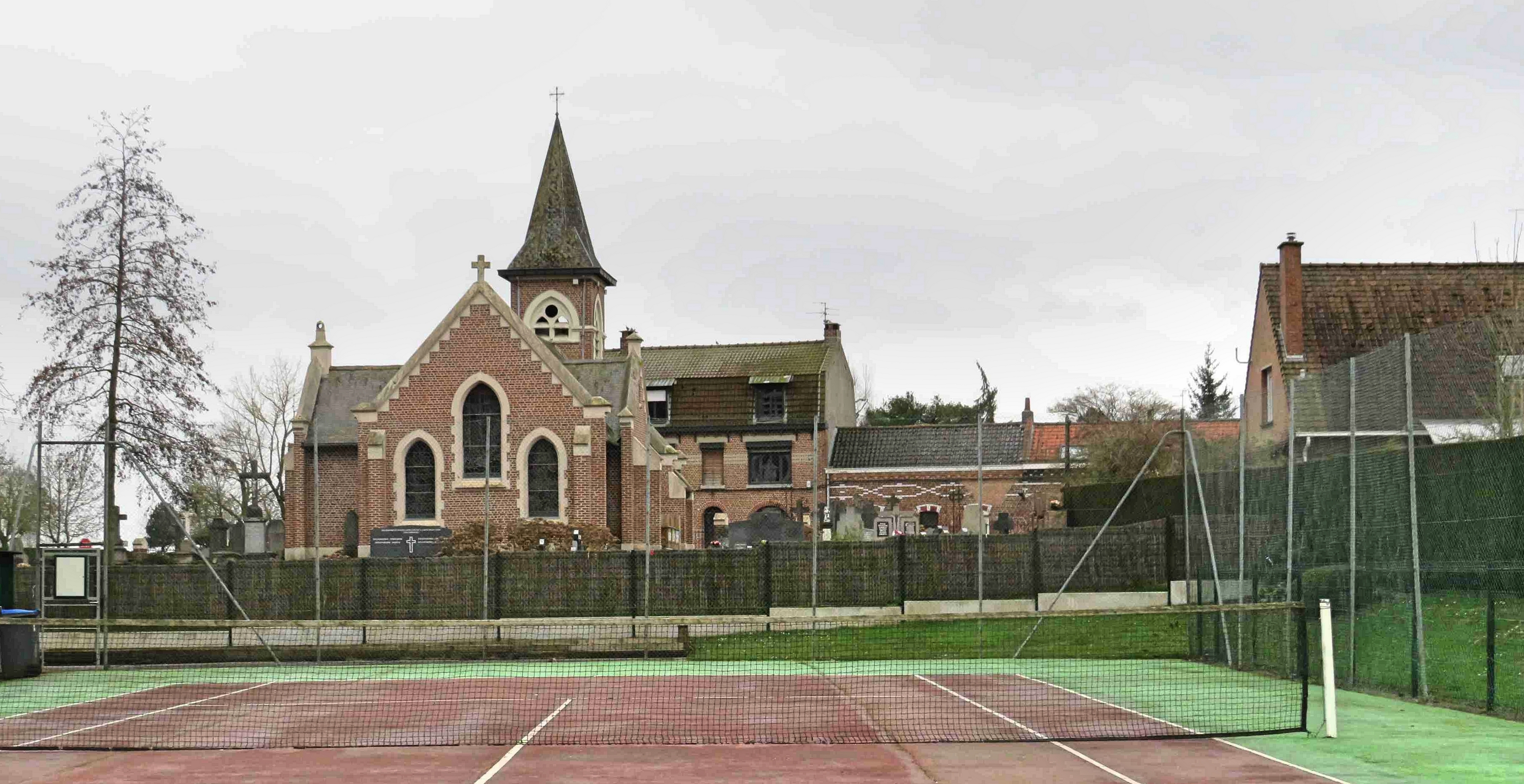
L'église Notre-Dame de la Visitation d'Escobecques.

L'église Notre-Dame de la Visitation d'Escobecques a été reconstruite avec des dommages de guerre en 1927.

## Pour approfondir